# Maker’s Mark
Maker’s Mark — американский виски-бурбон, производимый на дистиллерии Maker’s Mark (Лоретто, штат Кентукки) с 1958 года.

## История
1 октября 1953 года Билл Сэмюэлс-старший купил дистиллерию Burks в Лоретто за 35 000 долларов. Производство началось в 1954 году, а первая партия виски была разлита в 1958 году.
В 1960-х — 1970-х годах у виски Maker’s Mark был слоган «It tastes expensive… and is», который можно перевести как «На вкус дорого… так оно и есть». Цена за бутылку составляла 7 долларов.
Жену Билла Сэмюэлса Марджори считают маркетологом бурбона Maker’s Mark, так как именно она придумала форму бутылки, дизайн этикетки, название, а также фирменный способ запечатывания бутылки — вручную, красным воском, используя фритюрницу. Бутылки премиальных вариантов этого виски заливаются воском на дистиллерии вручную.
31 декабря 1974 года завод был включен в Национальный реестр исторических мест США (NRHP). 16 декабря 1980 года дистиллерия Maker’s Mark была признана Национальным историческим памятником США.
В 1981—2005 гг. Maker’s Mark поочередно принадлежала компаниям Hiram Walker & Sons, Allied Domecq, Pernod Ricard и Fortune Brands.
В 2011 году Fortune Brands распалась, а Maker’s Mark стал принадлежать Beam Inc.
До 2011 года производством руководил сын Билла Сэмюэлса-старшего — Билл Сэмюэлс-младший, который в возрасте 70 лет объявил о своем уходе с поста генерального директора. В апреле 2011 года пост занял его сын — Роб Сэмюэлс.
9 февраля 2013 года компания планировала снизить крепость напитка с 45 до 42 %, из-за проблем с поставками сырья. По заявлениям аналитиков это бы не отразилось на вкусе, либо разница была бы незначительной, а сохранение прежней крепости может привести к тому, что бурбон подорожает и пропадет со многих рынков. Однако, 17 февраля компания заявила, что пересмотрела свое решение после обратной реакции от клиентов, и виски продолжили разливать с первоначальной крепостью, несмотря на проблемы.
В 2014 году японский производитель элитного алкоголя Suntory Holdings заявил о покупке американской компании Beam Inc за 16 млрд долларов.
В 2014 году Maker’s Mark выпустила партию виски бочковой крепости — Maker’s Mark Cask Strength Bourbon (крепость колеблется от 53 % до 58 % в зависимости от партии), который первоначально был представлен только в фирменном сувенирном магазине. В июле 2016 года продукт был выпущен на мировой рынок.
В 2015 году стало известно о расширении компании и планах к концу десятилетия увеличить производство виски Maker’s Mark до 2 млн ящиков в год.
В июне 2019 года производитель Maker’s Mark объявил о начале продаж нового бурбона — Maker’s Mark 101 Proof.

## Производство
Рецептура Виски Maker’s Mark необычна тем, что за основу берется не рожь, а красная озимая пшеница (16 %), кукуруза (70 %) и солодовый ячмень (14 %). Рецепт разрабатывался Биллом Сэмюэлсом в течение восьми лет. Вместо того, чтобы выдерживать разные сочетания ингредиентов и изготавливать из них напиток, Билл выпекал из них хлеб. Самой вкусной буханкой получилась та, в которой не было ржи. В разработке рецепта Биллу помогал создатель одного из самых дорогих и популярных бурбонов Паппи Ван Винкл.
Брожение зерновой смеси, воды и дрожжей собственного производства происходит в бочках из кипариса. А выдерживается бурбон в бочках из белого американского дуба. Когда дегустаторы компании соглашаются, что виски готов, его разливают в бутылки и продают.
В процессе выдержки бочки перемещаются с верхних ярусов склада на нижние, делается это для обеспечения равномерного температурного режима. Самого нижнего яруса бочки достигают примерно к концу шестого года. Затем бочки отправляются на купажирование, окончательную доводку и розлив по бутылкам.
Напиток имеет характерный золотистый цвет. Во вкусе присутствуют маслянистые и слегка медовые оттенки, послевкусие суховатое с дубовыми нотками. Аромат имеет нотки экзотических фруктов и дубовые оттенки.

### Серия Private Select
В 2010 году производители начали экспериментировать с классическим рецептом Maker’s Mark. После первых опытов с «довыдержкой» на различной древесине, которые привели к усилению ванильных и пряных нот во вкусе бурбона, появился Maker’s 46. Продолжая экспериментировать, компания получила 4 технологии, которые называются: Baked American Pure 2 (вкус сладкого коричневого сахара, ванили, карамели и древесных специй), Seared French Cuvee (вкус карамели, поджаренного миндаля, сладкого меда, маслянистых, пряных и поджаренных дубовых нот), Roasted French Mocha (вкус шоколада, кленового сиропа и полукокосовых нот), Toasted French Spice (аромат дыма, древесных специй и кумарина).

## Оформление
Maker’s Mark продается в бутылках нестандартной формы с квадратным основанием, которые запечатываются изображающим сургуч красным пластиком.
Maker’s Mark является одним из виски американского производства, в названии которого используется шотландское написание «whisky», а не преобладающее американское «whiskey». Такое написание является жестом почтения шотландско-ирландскому происхождению семьи Сэмюэлс.